# راندولف إي. باول
راندولف إي. باول (بالإنجليزية: Randolph E. Paul)‏ هو محامي أمريكي، ولد في 1890 في هاكينساك في الولايات المتحدة، وتوفي في 1956.